# ولشنویدورف
ولشنویدورف (به آلمانی: Welschneudorf) یک شهر در آلمان است که در وستروالدکرایس واقع شده‌است. ولشنویدورف ۱٬۰۰۳ نفر جمعیت دارد.